# 狸尾豆
狸尾豆（学名：Uraria lagopodioides），又称大葉兔尾草，为豆科狸尾豆属下的一个种。也称狐狸尾、兔尾草、大叶兔尾草、狸尾草。